# Arsenatna kiselina
Arsenatna kiselina je hemijsko jedinjenje sa formulom , ili . Ova bezbojna kiselina je arsenični analog fosforne kiseline. Arsenatne i fosfatne soli se slično ponašaju. Samostalna arsenatna kiselina nije izolovana. Ona se može naći u rastvoru, gde je u znatnoj meri jonizovana. Njena hemihidratna forma formira stabilne kristale. Kristali se mogu dehidrisati kondenzacijom na 100 °.

## Osobine
Kristali arsenatne kiseline imaju tetraedralnu simetriju  sa dužinom As-O veza u rasponu od 1.66 do 1.71 Å.
Ona je triprotonska kiselina, te se njena kiselost opisuje sa tri ravnoteže:
Ove  vrednosti su blizo vrednosti fosforne kiseline. Visoko bazni arsenatni jon je proizvod treće jonizacije. Za razliku od fosforne kiseline, arsenatna kiselina je oksidujuća. To se može ilustrovati njenom sposobnošću da konvertuje jodid u jod.

## Upotreba
Arsenatna kiselina se koristi za zaštitu drveta, kao premaz stakla i metala, i u proizvodnji organskih arsenovih jedinjenja.